# جبل السيدة (السعودية)
جبل السيدة أحد جبال مكة المكرمة، يقع الجبل شمال المسجد الحرام في الحجون ويبعد عنه مسافة كيلومترا، وتوجد في أسفله مقبرة المعلاة التي تضم قبر السيدة خديجة بنت خويلد زوجة الرسول وسمي بهذا الاسم نسبة لها، ويصل ارتفاعه إلى 400 متر، ويتواجد الجبل الآن في حي الحجون و العتيبية و على طريق الجميزة والمعابدة و الذهاب لطريق إمارة مكة المكرمة. 